# 決算説明会
決算説明会（けっさんせつめいかい）とは、上場企業が主にアナリストや機関投資家に対して企業の業績や計画、戦略などを説明する会。年に2 - 4回行われる。企業のトップが説明することが通常。その内容を広くインターネットで配信している企業が増えている。
また、最近では個人投資家などの投資家の広がりもあり、個人向けの説明会を開催する企業も増えている。